# Witzkeïta
La witzkeïta és un mineral. Va ser anomenada en honor de Thomas Witzke, mineralogista alemany pel seu treball en noves espècies de minerals, principalment minerals secundaris.

## Característiques
La witzkeïta és un element químic de fórmula química Na₄K₄Ca(NO₃)₂(SO₄)₄·2H₂O. Cristal·litza en el sistema monoclínic.

## Jaciments
La witzkeïta va ser descoberta a la Punta de Lobos, a la província d'Iquique (Regió de Tarapacá, Xile).